# Temnoptera meeki
Temnoptera meeki är en fjärilsart som beskrevs av George Thomas Bethune-Baker 1908. Temnoptera meeki ingår i släktet Temnoptera och familjen nattflyn. Inga underarter finns listade i Catalogue of Life.